# Assumpció Estivill Rius
Assumpció Estivill Rius (Reus, Baix Camp, 1949) és una bibliotecària i professora universitària catalana. És llicenciada en filologia hispànica (1973), graduada per l'Escola de Bibliotecàries (1976), màster en història contemporània i doctora per la School of Library and Information Science de la Universitat de Pittsburgh (1990).
El 1976 comença la seva carrera professional com a bibliotecària a la Biblioteca Josep M. Figueras del Centre d'Estudis d'Història Contemporània. L'any següent i fins al 1982, treballà a la Secció de Reserva de la Biblioteca de Catalunya. L'any 1978 s'inicia com a docent a l'Escola de Bibliologia, actual Facultat d'Informació i Mitjans Audiovisuals de la Universitat de Barcelona, de la qual ha estat cap d'estudis, sotsdirectora i degana. Hi exerceix la docència fins a 2011 i es jubila definitivament el març de 2019. Durant els seus anys en actiu a la Facultat, va orientar la seva docència a la catalogació, gestió de les publicacions en sèrie i l'organització dels serveis tècnics.
És autora de L'Escola de Bibliotecàries, 1915-1939 (1992) i de nombrosos articles i monografies especialitzats en l'àmbit de la història de la professió bibliotecària i les biblioteques a Catalunya, la catalogació de tota mena de recursos, els sistemes integrats de gestió bibliotecària i l'ús de metadades, polítiques i presentació de col·leccions patrimonials a la xarxa. També és responsable de la traducció al català de les Regles angloamericanes de catalogació, de les RDA i d'altres textos normatius internacionals. Ha estat editora de la revista BiD: textos universitaris de Biblioteconomia i Documentació i ha format part dels comitès editorials d'altres revistes en l'àmbit de la biblioteconomia i la documentació. Va ser membre del Comitè Permanent de la Secció de Catalogació de la Federació Internacional d'Associacions i Institucions Bibliotecàries (1991-2001).